# Liberalització de l'energia

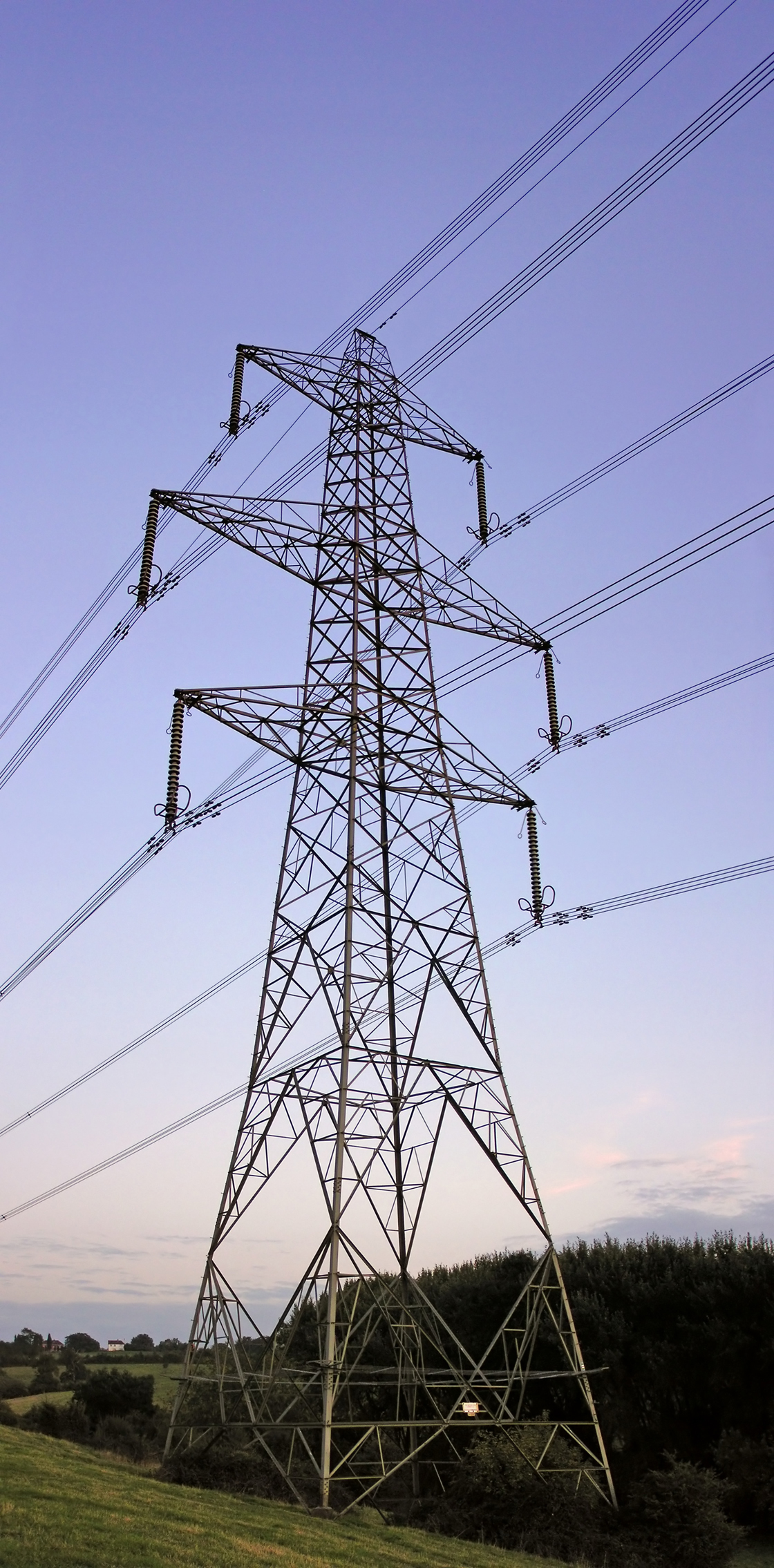
Molts programes d'alliberament impliquen la separació de la responsabilitat corporativa entre la distribució d'energia i la generació.

La liberalització de l'energia es refereix a la liberalització dels mercats energètics, amb referència específica als mercats de generació d'electricitat, fent arribar una major competència en els mercats d'electricitat i gas en interès de crear més mercats competitius i reduccions en el preu de la privatització. Com que el subministrament d'electricitat és un monopoli natural, això implica sistemes complexos i costosos de regulació per fer complir un sistema de competició.
Un fort impuls per a la liberalització es va produir en els mercats energètics de la Unió Europea en el canvi de mil·lenni, dirigit per les directives de la Comissió Europea afavorint la liberalització del mercat promulgada el 1996, 2003 i 2009. Aquests programes van ser recolzats amb l'interès d'incrementar la interconnexió dels mercats energètics europeus i construir un mercat comú. Iniciatives similars, en diferents graus, s'han perseguit a nacions de tot el món, com Argentina, Xile i els Estats Units.